# Gracyan Botiew
Gracyan Gieorgijewicz Botiew (ros. Грациан Георгиевич Ботев, ur. 12 grudnia 1928 w Łudze, zm. 16 sierpnia 1981 w Leningradzie) – radziecki kajakarz, kanadyjkarz. Dwukrotny medalista olimpijski z Melbourne.
Igrzyska w 1956 były jego jedyną olimpiadą. Pływał w kanadyjkowej dwójce i triumfował na dystansie 10 000 metrów oraz był drugi na 1000 m. Partnerował mu Pawieł Charin. Był mistrzem ZSRR.